# Heteropterna imperfecta
Heteropterna imperfecta är en tvåvingeart som beskrevs av Loïc Matile 1982. Heteropterna imperfecta ingår i släktet Heteropterna och familjen platthornsmyggor. Inga underarter finns listade i Catalogue of Life.